# Roland Knoll
Roland Knoll (* 1. September 1967) ist ein ehemaliger deutscher Triathlet und ehemaliger Bundestrainer der Deutschen Triathlon Union (DTU).

## Werdegang
Roland Knoll startete 1985 in Eichstätt bei seinem ersten Triathlon. Der mehrfache Bayerische Triathlon-Meister (1990, 1991 und 1998) wurde 1995 Neunter bei der Triathlon-Weltmeisterschaft auf der Kurzdistanz (1,5 km Schwimmen, 40 km Radfahren und 10 km Laufen). Im April 2000 qualifizierte sich Knoll mit Platz zwölf als bester Deutscher bei der WM in Perth sportlich für die Teilnahme an den Olympischen Spielen 2000 in Sydney, wurde aber von der DTU trotz einer von Knoll erwirkten einstweiligen Verfügung des Landgerichts Frankfurt nicht dem NOK zur Nominierung vorgeschlagen, weil er bereits seit zwei Jahren nicht mehr in das Anti-Doping-Programm des DSB integriert war.

### Trainer seit 2004
2001 initiierte Roland Knoll den Ingolstädter Halbmarathon (4000 Teilnehmer), den er bis heute verantwortlich organisiert.
Der zweifache deutsche Triathlon-Meister (1991, 1997) war nach dem Ende seiner aktiven Karriere zunächst von 2004 bis 2009 als DTU-Nachwuchs- und U23-Bundestrainer tätig, von 2009 bis 2012 dann als Trainer für die Elite-Athleten der Deutschen Triathlon Union (DTU) zuständig.
Von 2009 bis mindestens 2014 war er Präsident des Ingolstädter Schwimm- und Triathlonvereins SC Delphin Ingolstadt und heute ist er immer noch Leiter der Abteilung Triathlon im Verein.
Seit dem 1. Januar 2013 trainiert er als Trainer-Coach Athleten des Österreichischen Triathlonverbandes.
Außerdem ist er seit 2013 gemeinsam mit Ute Schäfer Landestrainer des Bayerischen Triathlonverbandes. Des Weiteren ist er persönlicher Trainer von zahlreichen Profi-Triathleten wie z. B. Sophia Saller, Kristin Möller, Lisa Perterer u. a. 
Auch seine Tochter Anabel Knoll (* 1996) ist als Triathletin aktiv und startete bei den Olympischen Sommerspielen 2020 (2021) in Tokio. Knoll lebt in Ingolstadt.

## Sportliche Erfolge
| Datum/Jahr    | Rang | Wettbewerb                                       | Austragungsort        | Zeit     | Bemerkung                                     |
| ------------- | ---- | ------------------------------------------------ | --------------------- | -------- | --------------------------------------------- |
| 20. Juni 2004 | 30   | DTU Deutsche Triathlon-Meisterschaft Kurzdistanz | Potsdam               | 01:43:09 |                                               |
| 25. Okt. 2003 | 45   | ITU Triathlon World Cup                          | Athen                 | 02:01:15 |                                               |
| 21. Sep. 2003 | 40   | ITU Triathlon World Cup                          | Madrid                | 01:54:11 |                                               |
| 6. Sep. 2003  | 22   | ITU Triathlon World Cup                          | Hamburg               | 01:46:19 |                                               |
| 3. Aug. 2003  | 13   | ITU Triathlon World Cup                          | Tiszaújváros          | 01:48:26 |                                               |
| 26. Juli 2003 | 9    | ITU Triathlon European Cup                       | Schliersee            | 02:05:13 |                                               |
| 13. Juli 2003 | 45   | ITU Triathlon World Cup                          | Edmonton              | 01:54:18 |                                               |
| 7. Juni 2003  | 12   | DTU Deutsche Triathlon-Meisterschaft Kurzdistanz | Breitenauer See       | 02:00:34 |                                               |
| 31. Mai 2003  | 6    | ETU Triathlon European Cup                       | Brünn                 | 01:54:49 |                                               |
| 13. Apr. 2003 | 18   | ITU Triathlon World Cup                          | Ishigaki              | 01:51:25 |                                               |
| 31. Aug. 2002 | 49   | ITU Triathlon World Cup                          | Lausanne              | 01:58:42 |                                               |
| 28. Juli 2002 | 14   | ITU Triathlon World Cup                          | Tiszaújváros          | 01:47:11 |                                               |
| 21. Juli 2002 | 11   | ITU Triathlon European Cup                       | Hannover              | 01:44:25 |                                               |
| 6. Juli 2002  | 21   | ETU Triathlon European Championships             | Győr                  | 01:50:50 |                                               |
| 16. Juni 2002 | 6    | ITU Triathlon European Cup                       | Frankfurt             | 01:44:13 | 2. bei Deutscher Meisterschaft                |
| 30. Apr. 2000 | 12   | ITU Triathlon World Championships                | Perth                 | 01:52:31 | Qualifikation für die Olympischen Spiele 2000 |
| 9. Apr. 2000  | 5    | ITU Triathlon World Cup                          | Ishigaki              | 01:48:27 |                                               |
| 26. März 2000 | 7    | ITU Triathlon World Cup                          | Rio de Janeiro        | 01:45:54 |                                               |
| 18. Juli 1999 | 7    | DTU Deutsche Triathlon-Meisterschaft Kurzdistanz | Frankfurt am Main     | 01:44:05 |                                               |
| 1. Aug. 1998  | 1    | Alpen-Triathlon                                  | Schliersee            | 02:03:57 | vor Christoph Mauch                           |
| 26. Juli 1998 | 3    | DTU Deutsche Triathlon-Meisterschaft Kurzdistanz | Frankfurt am Main     | 01:49:20 |                                               |
| 4. Juli 1998  | 11   | ETU Triathlon European Championships             | Velden am Wörther See | 01:52:06 |                                               |
| 6. Sep. 1997  | 1    | DTU Deutsche Triathlon-Meisterschaft Kurzdistanz | Xanten                | 01:49:20 | Deutscher Meister Triathlon-Kurzdistanz       |
| 12. Nov. 1995 | 9    | ITU Triathlon World Championships                | Cancún                | 01:50:40 |                                               |
| 30. Juli 1995 | 15   | ETU Triathlon European Championships             | Stockholm             | 01:49:01 |                                               |
| 17. Juli 1994 | 3    | DTU Deutsche Triathlon-Meisterschaft Kurzdistanz | Witten                | 01:56:11 |                                               |
| 2. Juli 1994  | 12   | ETU Triathlon European Championships             | Eichstätt             | 01:55:34 |                                               |
| 7. Aug. 1993  | 4    | DTU Deutsche Triathlon-Meisterschaft Kurzdistanz | Mengen                | 01:56:11 |                                               |
| 1993          | 1    | Alpen-Triathlon                                  | Schliersee            |          |                                               |
| 4. Juli 1993  | 9    | ETU Triathlon European Championships             | Echternach            | 01:56:18 | Europameisterschaft der ETU                   |
| 1993          | 1    | Kitzbühel-Triathlon                              | Kitzbühel             |          |                                               |
| 5. Juli 1992  | 20   | ETU Triathlon European Championships             | Lommel                | 01:53:49 |                                               |
| 8. Sep. 1991  | 9    | ETU Triathlon European Championships             | Genf                  | 01:56:00 | Europameisterschaft der ETU                   |
| 3. Aug. 1991  | 1    | DTU Deutsche Triathlon-Meisterschaft Kurzdistanz | Arolsen               | 02:01:58 | Deutscher Meister Triathlon-Kurzdistanz       |
| 1989          | 1    | Alpen-Triathlon                                  | Schliersee            |          |                                               |

| Datum/Jahr    | Rang | Wettbewerb                                       | Austragungsort | Zeit     | Bemerkung                                                       |
| ------------- | ---- | ------------------------------------------------ | -------------- | -------- | --------------------------------------------------------------- |
| 12. Aug. 2000 | 2    | DTU Deutsche Triathlon-Meisterschaft Langdistanz | Kulmbach       | 08:31:07 | Zweiter beim IronMönch hinter Faris Al-Sultan, vor Siegi Ferstl |
| 11. Juli 1992 | 20   | Ironman Europe                                   | Roth           | 08:39:44 |                                                                 |

| Datum/Jahr    | Rang | Wettbewerb            | Austragungsort | Distanz  | Zeit    | Bemerkung |
| ------------- | ---- | --------------------- | -------------- | -------- | ------- | --------- |
| 14. Okt. 2002 | 4    | München-Marathon      | München        | Marathon | 2:27:31 |           |
| 13. Okt. 2001 | 4    | München-Marathon      | München        | Marathon | 2:31:10 |           |
| 31. Dez. 2002 | 6    | Silvesterlauf München | München        |          | 32:13   |           |
| 13. Okt. 2001 | 5    | Silvesterlauf München | München        |          | 33:07   |           |

(DNF – Did Not Finish)